# Parla (praatprogramma)
Parla was een praatprogramma van de KRO gepresenteerd door Jort Kelder. Het programma was te zien vanaf december 2006 tot februari 2007. 
In het programma worden actuele maatschappelijke thema's behandeld, waarbij alleen vrouwen aan het woord komen. De discussie wordt geleid door een toetsingscommissie.